# 米格尔·拉埃拉
米格尔·拉埃拉（西班牙語：Miguel Lahera，1985年1月24日—），古巴棒球运动员。他曾代表古巴国家队参加2008年夏季奥林匹克运动会棒球比赛，结果队伍获得一枚银牌。